# Wanda Dunikowska

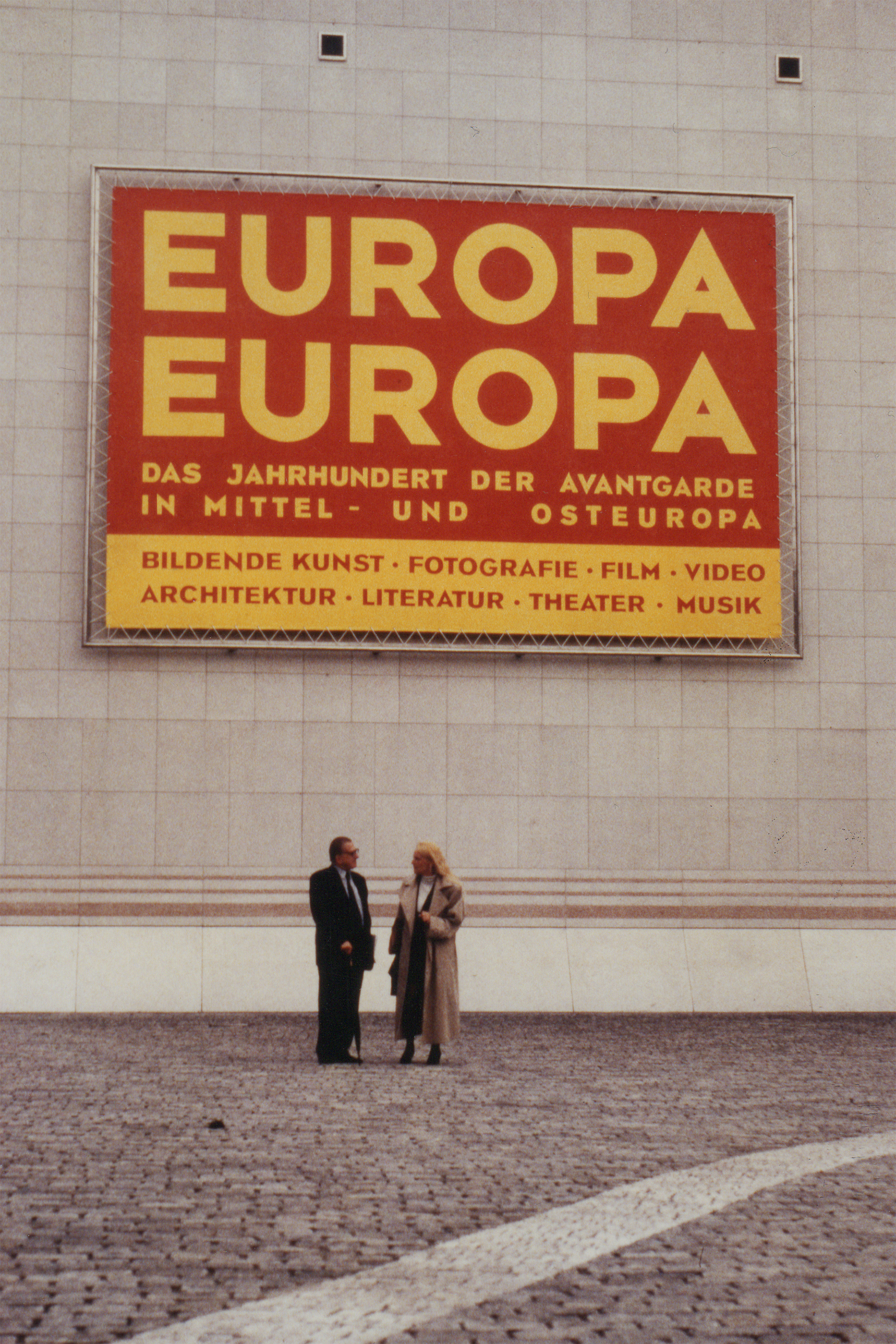
Wanda Dunikowska i Ryszard Stanisławski, Bonn, 1994

Wanda Dunikowska (ur. 14 listopada 1947, zm. 12 września 2007) – promotor kultury polskiej, znawca sztuki, galerzystka, mecenas, kolekcjoner, świadek i uczestnik przełomowych manifestacji artystycznych oraz współzałożycielka i redaktor naczelna portalu O.pl Polski Portal Kultury.

## Promocja sztuki
Wanda Dunikowska zajmowała się promocją sztuki, szczególnie lat 70. XX wieku, która według niej miała duży wpływ na współczesne zjawiska artystyczne. W swojej działalności kładła nacisk na pamięć i docenienie przeszłości. Prezentowała twórczość polskich artystów, takich jak Jan Berdyszak, Natalia LL, Henryk Stażewski, Teresa Tyszkiewicz, Roman Opałka, Wincenty Dunikowski-Duniko, Ewa Partum, Zdzisław Sosnowski, Andrzej Lachowicz, Jerzy Olek. Dążyła do uznania i przyznania właściwego miejsca awangardzie Europy Środkowo-Wschodniej.

## Działalność wydawnicza i redakcyjna
Wanda Dunikowska była wydawcą publikacji poświęconych sztuce i kulturze (m.in. Flash Art Polish Edition, katalogi artystyczne, książki), współzałożycielką wydawnictwa i agencji kreatywnej Modulus (1996–2007), współzałożycielką art-ed — internetowego sklepu z publikacjami artystycznymi (1996 — 2007), współzałożycielką i redaktorem naczelnym O.pl Polskiego Portalu Kultury (1998–2007).
W ramach wydawnictwa Modulus wydała m.in. następujące pozycje:
- Bożena Kowalska, Roman Opałka, 1996 (ISBN 83-906186-1-3)
- Krzysztof Penderecki, Itinerarium, Exhibition of Musical Sketches, 1998 (ISBN 83-87539-00-7)
- Ewa & Marek Pietkiewicz, Roman Opałka, Private Collection, 1996 (ISBN 83-906186-0-5)
- O Magazyn Kultury, 1999 (ISSN 666469197)
- Henry Moore. Retrospektywa, Galeria BWA w Krakowie, 1995 (ISBN 83-90209-95-0)
- Wincenty Dunikowski-Duniko, Heidelberger Kunstverein, 2001 (ISBN 83-87539-05-8)
- Hans Arp, Sophie Taeuber-Arp, Fundacja Hans Arp und Sophie Taeuber-Arp, Rolandseck, Bunkier Sztuki galeria Sztuki Współczesnej, 1996 (ISBN 83-86905-19-0)
- Joseph Langer (1865–1918), Rathaus Bielefeld-Brackwede, 2002 (ISBN 83-87539-10-4)

## Działalność na rzecz kultury
Wanda Dunikowska była członkiem rad programowych instytucji kulturalnych (m.in. Festiwalu Kultury Europejskiej Kraków 2000, Centrum Rzeźby Polskiej w Orońsku, Galerii Bunkier Sztuki w Krakowie) i organizatorem wystaw (m.in. Pomnik pomiędzy człowiekiem i naturą, Ogród obrazów W. Eckharda).

## Galerie Wanda Dunikowski
Wanda Dunikowska w latach 1987–1991 prowadziła galerię sztuki „Galerie Wanda Dunikowski” usytuowaną przy Neusser Str. 46 w Kolonii w Niemczech, gdzie prezentowała prace takich artystów jak Ann Hamilton, Georg Dietzler, Dennis Oppenheim, Roman Opałka, Wincenty Dunikowski-Duniko, Victoria Bell, Jan Kotik, Jürgen Partenheimer, Janusz Haka, Kunito Nagaoka, Ansgar Nierhoff, Henryk Stażewski, Tadeusz Kantor.

## Fundacja Muzeum Nowej Sztuki i Galeria Foto-Medium-Art
W 2004 roku Wanda Dunikowska założyła Fundację Muzeum Nowej Sztuki, której celem było wspieranie i realizowanie projektów na rzecz kultury, sztuki i edukacji w zakresie przedstawiania, upowszechniania, dokumentowania i kolekcjonowania działalności twórców wnoszących nowe impulsy w kulturę i sztukę (od lat 70. XX wieku).
W Radzie Fundacji znaleźli się Anna Baranowa (ur. 1959) – historyk sztuki i krytyk), Grzegorz Dziamski (ur. 1956) – profesor Uniwersytetu im. A. Mickiewicza w Poznaniu oraz Akademii Sztuk Pięknych w Poznaniu, Jerzy Olek (ur. 1943) – artysta, teoretyk fotografii, krytyk i kurator. Jan Stanisław Wojciechowski (ur. 1948) – kulturoznawca, krytyk, rzeźbiarz. 
Fundacja Wandy Dunikowskiej objęła w 2006 roku patronatem galerię Foto-Medium-ArtFoto-Medium-Art, założoną przez Jerzego Olka. Galeria w 2007 roku zaprezentowała swoją pierwszą – jubileuszową – wystawę w nowej siedzibie przy ulicy Karmelickiej 28 w Krakowie pod tytułem „30th Anniversary Show”.
Wystawa pokazywała związki sztuki z filmem, video, nowymi technologiami, architekturą, muzyką i teoriami kultury. Wśród artystów biorących udział w wystawie byli m.in. Jan Berdyszak, Codemanipulator, Zbigniew Dłubak, Tomasz Dobiszewski, Kinga Dunikowska, Wincenty Dunikowski-Duniko, Fantastic Nobodies, Michał Jakubowicz, Anna Kutera, Romuald Kutera, Natalia LL, Andrzej Lachowicz, Tadeusz Mysłowski, Jerzy Olek, Clement Page, Ewa Partum, Józef Robakowski, Tadeusz Sawa-Borysławski, Steve Schepens, Zdzisław Sosnowski, Teresa Tyszkiewicz, Jan Stanisław Wojciechowski.